# Tatar Khan
Tatar Khan (segle xiv) fou sultà de Gujarat i wazir del sultanat de Delhi. Era fill de Zafar Khan que després fou sultà de Gujarat com a Muzaffar Shah I Gudjarati. Després d'ocupar diversos càrrecs va arribar a wazir amb el sultà Muhammad Shah III Tughluk (1389/1390-1393) vers 1390 però va perdre el lloc a la caiguda d'aquest sobirà. No obstant va romandre a Delhi participant activament en les lluites pel poder entre 1393 i 1398. El 1398 va anar a Gujarat on va demanar al seu pare, que era el governador, un exèrcit que havia d'ocupar Delhi. Però llavors es va produir la invasió de Tamerlà (1399). El sultà de Delhi Nasir al-Din Mahmud Shah III Tughluk (1395-1399) es va refugiar a Patan, la capital de la província de Gujarat aleshores. El 1403 Tatar Khan va intentar convèncer el seu pare d'avançar fins a Delhi amb un exèrcit però Muzaffar no ho va acceptar i va tractar de dissuadir al fill. Tatar llavors derrocà al seu pare (de 60 anys) i es va proclamar sultà de Gujarat (novembre de 1403) amb el nom de Muhammad Shah I Gujarati. Llavors va marxar a Delhi però fou enverinat pel seu oncle Shams Khan, que va alliberar a Muzaffar al que va restablir al govern de Gujarat. Va deixar un fill de nom Shihab a-Din Ahmad que fou sultà de Gujarat.